# Cruz de Bravura
A Cruz de Bravura é uma medalha da Força Aérea Brasileira concedida apenas para militares da Força que em missões de combate tenham se distinguido por ato de bravura além daquele exigível pelo dever. Foi criada pelo Decreto-Lei nº 7.454, de 10 de abril de 1945, alterada pelo Decreto-Lei nº 8.901, de 24 de janeiro de 1946, e regulamentada pelo Decreto nº 20.497, de 24 de janeiro de 1946.
Apenas cinco pessoas receberam tal honraria, todos Oficiais-Aviadores brasileiros que morreram em combate na Campanha da Itália:
- Luiz Lopes Dorneles
- Aurélio Vieira Sampaio
- João Maurício Campos de Medeiros
- John Richardson Cordeiro e Silva
- Frederico Gustavo dos Santos